# Pyrausta patronalis
Pyrausta patronalis là một loài bướm đêm trong họ Crambidae.